# Yank
A fizikában a yank az erő idő szerinti deriváltja, vagy a tömeg és a jerk  szorzata.
A relativisztikus fizikában ez az impulzus (lendület) második idő szerinti deriváltja. (Ha mondjuk a sebesség változására a tömeg is változik.) Nincs egyetemes jelölése, de így szokták használni
{\displaystyle \mathbf {Y} ={\frac {\mathrm {d} ^{2}\mathbf {p} }{\mathrm {d} t^{2}}}={\frac {\mathrm {d} ^{2}(m\mathbf {v} )}{\mathrm {d} t^{2}}}=m{\frac {\mathrm {d} ^{2}\mathbf {v} }{\mathrm {d} t^{2}}}+\mathbf {v} {\frac {\mathrm {d} ^{2}m}{\mathrm {d} t^{2}}}+2{\frac {\mathrm {d} \mathbf {v} }{\mathrm {d} t}}{\frac {\mathrm {d} m}{\mathrm {d} t}}},
ahol
{\displaystyle \mathbf {p} } az impulzusvektor
{\displaystyle m} a tömeg
{\displaystyle \mathbf {v} } a sebességvektor
{\displaystyle t} az idő
Ha a tömeg állandó (konstans), az egyenlet a következő:
{\displaystyle \mathbf {Y} ={\frac {\mathrm {d} ^{2}\mathbf {p} }{\mathrm {d} t^{2}}}=m{\frac {\mathrm {d} ^{2}\mathbf {v} }{\mathrm {d} t^{2}}}}
Mértékegysége a newton per szekundum vagy a kilogrammszor méter per szekundumköb: {\displaystyle {kg\cdot m \over s^{3}}}  vagy  {\displaystyle {N \over s}}.